# Sebastien Gachet
Sebastien „Bastien“ Gachet ist ein ehemaliger französischer Bogenbiathlet.
Sebastien Gachet gehörte zu den Pionieren in seiner Sportart bei Weltmeisterschaften. Er nahm erstmals bei der Premiere der WM, 1998 in Cogne, teil und gewann dort an der Seite von Emmanuel Jeannerod und Julien Storti hinter der Vertretung aus Italien und vor Slowenien als Startläufer der Staffel die Silbermedaille. 2002 wurde er mit der Staffel Frankreichs hinter den russischen und slowenischen Staffeln an der Seite von Guilhem Motte, Hugo Loewert und Sebastien Gardoni die Bronzemedaille. Weniger Erfolg hatte Gachet bei den Bogenbiathlon-Weltmeisterschaften 2004 auf der Pokljuka. Im Sprint wurde der Franzose 22., das Verfolgungsrennen beendete er nicht und im Massenstartrennen kam er auf Rang 24. Mit Gardoni, Motte und Loewert verpasste er auf Rang fünf mit der Staffel eine Medaille.